# Orion HS-9 Mambó

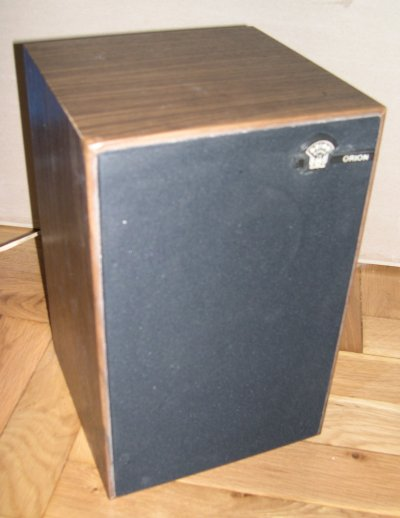
Orion HS-9 Mambó

A HS-9 Mambó a magyar Orion gyár terméke, egy 320 × 200 × 200 mm méretű két utas hangdoboz. Az 1980-as években gyártották, elsősorban az akkor megjelent Orion kis torony hangdobozaként vált ismertté. Anyaga pozdorja, impedanciája 4/8 ohm, terhelhetősége 25-30 watt.